# Catawba, North Carolina
Catawba är en kommun (town) i Catawba County i North Carolina. Vid 2020 års folkräkning hade Catawba 702 invånare.